# Карагандинский цирк

Цирк и площадь перед ним, снятые с воздуха

Караганди́нский цирк — одно из самых знаменитых зданий города Караганды.
Цирк был построен по проекту карагандинского архитектора Александра Георгиевича Бойкова. Главный инженер проекта — Николай Александрович Кузьмин. Здание строилось почти 7 лет и к ноябрю 1982 года строительные работы были практически завершены.
В центре здания — манеж, окруженный амфитеатром зрительного зала. Верхняя часть амфитеатра объединена с трёхчастным фойе 2-го этажа переходными мостиками. Основные помещения оборудованы системой кондиционирования воздуха, купол покрыт звукопоглощающими материалами, в конструкции применены пролётные металлические формы.
Впервые цирк принял зрителей 14 февраля 1983 года.
29 августа 2004 года, несмотря на протесты архитектора цирка, на крышу здания была установлена 4-метровая скульптура «девочки на шаре».
С 2008 по 2009 год идёт первый за 26 лет капитальный ремонт.
2 июля 2010 года в здании цирка произошло возгорание во время проведения сварочных работ. Огонь распространился в купольном и подкупольном пространстве. Общая площадь возгорания составила 300 квадратных метров. В ликвидации пожара были задействованы 56 человек и 17 единиц техники. По предварительным данным, причиной пожара является нарушение техники безопасности при проведении сварочных работ. Тушение огня осложнялось тем, что работы велись на высоте, под наклоном на куполе цирка. По информации МЧС, жертв и пострадавших нет.